# 18 Scorpii
18 Scorpii, também conhecida como HR 6060, é uma estrela localizada a uma distância de aproximadamente 45,3 anos-luz (13,9 parsec) do planeta Terra, na Constelação do Escorpião. Sua magnitude aparente de 5,5 significa que ela é brilhante o suficiente para ser vista a olho nu, fora das áreas urbanas.
18 Scorpii tem muitas propriedades físicas em comum com o nosso Sol. Cayrel de Strobel incluiu esta estrela em sua lista de astros mais similares ao Sol em 1996. Um ano depois, o astrônomo brasileiro Gustavo Porto de Mello identificou que 18 Scorpii não é apenas similar, mas é também uma genuína gêmea solar. Alguns cientistas acreditam que a perspectiva de vida conforme a conhecemos é boa, na vizinhança de 18 Scorpii. Contudo, nenhum planeta foi ainda identificado em órbita desta gêmea solar.

## Características
18 Scorpii é uma estrela de sequência principal de tipo espectral G2 Va, sendo que a classe de luminosidade "V" indica que ela gera energia através da fusão nuclear do Hidrogénio em seu núcleo. Sousa et al (2008) descobriram que sua metalicidade equivale a algo em torno de 1,1 a do Sol, o que implica numa abundância de elementos além do hidrogênio e do hélio 10% maior do que em nosso astro-rei. O raio desta estrela, medido a partir de interferometria por Bazot et al. (2011), é 101% o raio do Sol. 18 Scorpii irradia 106% da luminosidade do Sol em sua atmosfera exterior, a uma temperatura de aproximadamente 5433 K. Isto faz com que esta estrela tenha o tom de brilho amarelado clássico de uma estrela tipo-G.
De acordo com Lockwood et al. (2002), o comportamento fotométrico de 18 Scorpii é extremamente similar ao do Sol. Sua variação de brilho ao longo de todo seu ciclo de atividade é de algo em torno de 0,09% do Sol durante os ciclos solares recentes.
18 Scorpii foi identificada em setembro de 2013 como uma das estrelas próximas mais promissoras a iluminar um possível planeta habitável. Esta identificação foi realizada por Margaret Turnbull, da Universidade do Arizona, baseando-se numa análise do catálogo de estrelas habitáveis mais próximas. Esta é uma estrela solitária, e até o presente momento não foram identificados planetas em sua órbita.

## 18 Scorpii na ficção e na arte
Por ser uma gêmea solar tão perfeita, 18 Scorpii tem inspirado artistas das áreas mais distintas. Em 1998, a banda escandinava Silverstream realizou um show e lançou um CD intitulado Universal Communicator, no qual uma das canções é intitulada 18 Scorpii como uma homenagem à gêmea solar.
Em 2014, um escritor brasileiro de ficção científica, Alexey Dodsworth, lançou o livro Dezoito de Escorpião (Editora Novo Século). Recriação ficcional de alguns fatos científicos reais (como a própria identificação de 18 Scorpii como gêmea solar por Gustavo Porto de Mello), o romance de Dodsworth se passa numa vila indígena amazônica, onde indivíduos com esquizofrenia pouco a pouco descobrem sobre suas verdadeiras naturezas. Em paralelo, uma conspiração ocorre para tentar impedir os cientistas da NASA e do SETI de descobrir um mistério envolvendo um planeta gêmeo da Terra em órbita da gêmea solar 18 Scorpii. Dezoito de Escorpião é considerado uma obra de hard sci-fi, um gênero da ficção científica que procura explorar ciência real em enredos fantásticos.